# Enoshima Prism
Enoshima Prism (江ノ島プリズム Enoshima purizumu?) es una película japonesa del año 2013 dirigida por Yasuhiro Yoshida.

## Argumento
Shūta, Saku y Michiru han sido los mejores amigos desde que eran niños. Sin embargo Saku, de corazón débil, sucumbe ante un ataque al corazón en 2010 mientras estaba a punto de ir a despedir a Michiru, quien pronto se irá a Inglaterra. Shūta se echa la culpa de ello debido a que él había tomado la bicicleta de Saku para ir a un partido de baloncesto, el cual perdió. Desde entonces, Shūta y Michiru se distancian cada vez más hasta el punto de dejar de verse. Dos años después, Shūta asiste al aniversario de la muerte de Saku y se lleva consigo un reloj que pertenecía a Saku y que supuestamente es capaz de retroceder el tiempo, como un recuerdo póstumo de su amigo. Shūta toma un tren a casa mientras usa el reloj y sorpresivamente descubre que ha regresado el tiempo al 20 de diciembre de 2010, el día anterior a la muerte de Saku.
Shūta y Saku son llamados por Michiru para limpiar la escuela. Para apaciguar a Michiru, Shūta acepta colocar prismas en las ventanas del laboratorio para así crear un efecto de arco iris. Sin embargo, cuando un jugador de baloncesto accidentalmente le golpea con una pelota, Shūta es enviado de regreso a la mañana del 20 de diciembre de 2012. Shūta posteriormente arriba a la escuela para reunirse con Matsudo-sensei, su excéntrica exprofesora de ciencias, y descubre que el futuro ha sido levemente alterado gracias a que estuvo de acuerdo con la  petición de Michiru.
En la tercera vez que retrocede en el tiempo, Matsudo obliga a Shūta a participar en un ritual chamánico para convocar a Kyōko, el espíritu de una joven que se dice se suicidó en la escuela. Shūta descubre que en realidad Kyōko no está muerta; sino que simplemente se encuentra atrapada como una "prisionera del tiempo" desde la Segunda Guerra Mundial y no puede ser vista por nadie. Kyōko le advierte a Shūta que no se meta con el flujo del tiempo o enfrentará consecuencias. Aun así, Kyōko acepta ayudarlo mediante la técnica de "Jack Fin": mantenerse al día con los sucesos actuales y no forzarse demasiado. Después de enterarse de que Kyōko nunca había visto fuegos artificiales en su vida, Shūta decide encender algunos en el patio de la escuela e invita a Saku y Michiru. Durante la celebración, trata de hacer que Michiru confiese sus planes de mudarse al extranjero, pero ella se niega a admitirlo.
A medianoche, Shūta regresa al futuro, pero descubre que debido a sus acciones el 21 de diciembre de 2012 se ve distorsionado. También se sorprende al descubrir que la madre de Saku, Yoshie, se ha derrumbado en su casa, y se da cuenta del significado de las palabras de Kyōko. Kyōko, quien ahora ha tomado el reloj, le ruega a Shūta que no vuelva a interferir con el tiempo o será como ella: una viajera del tiempo que ha cambiado un hecho hasta el punto en el que fue olvidada por todos, debido a que sus recuerdos y de todos los relacionados con ella fueron reemplazados por otros. Sin embargo, Shūta se niega a dejar morir a Saku y Kyōko finalmente acepta devolverle el reloj.
Retrocediendo en el tiempo por cuarta vez, Shūta vuelve a la tarde del 21 de diciembre de 2010, justo antes de su partido de baloncesto. Shūta es capaz de anotar, pero es confrontado por otra versión de sí mismo (que aparentemente está atrapado en la escuela como Kyōko), que le desea un mejor futuro. Shūta posteriormente corre hacia la estación con Saku y ambos se reúnen con Michiru. Allí, Shūta lee una carta de Michiru y se sorprende al descubrir que ella no amaba a Saku como había pensado anteriormente, sino a él. Debido a que pudo despedirse de Michiru, Saku se salva, pero todos los recuerdos de Shūta, excepto los de Kyōko, son borrados.
Años más tarde, Shūta aparece en la playa recogiendo un prisma cuando se topa con Saku y Michiru. Shūta le entrega el prisma a Michiru, quien le agradece antes de separarse.

## Reparto
- Sōta Fukushi como Shūta Jōgasaki.
- Shūhei Nomura como Saku Kijima, amigo de la infancia de Shūta.
- Tsubasa Honda como Michiru Andō, amiga de la infancia de Shūta.
- Honoka Yahagi como Kyōko, estudiante de secundaria que es un fantasma.
- Yō Yoshida como Matsudo, profesora de ciencias.
- Mariko Akama como Yoshie Kijima, madre de Saku.
- Naomi Nishida como Hitomi Jōgasaki, madre de Shūta.